# Computer Pioneer Award
Le Computer Pioneer Award, terme que l'on peut traduire par « prix des pionniers en informatique », est un prix créé en 1981 par le conseil des gouverneurs de l'association IEEE Computer Society. Il a pour objectif de reconnaître et d'honorer la vision des personnes dont les efforts ont permis la création et assuré la vitalité de l'industrie informatique. Le prix est décerné à des personnes aux mérites exceptionnels, à condition que la contribution principale aux concepts et au développement du domaine de l'informatique ait été faite au moins quinze ans plus tôt.
La reconnaissance est exprimée par une médaille d'argent frappée spécialement pour la Société.
Tous les membres de la profession sont habilités à désigner un collègue qui leur semble le à même d'être considéré comme un candidat pour ce prix. La date limite pour la nomination est le 15 octobre de chaque année.

## Catégories de récipiendaires
Deux catégories de récipiendaires existent pour ce prix :
- Récipiendaires pionnier de l'informatique - ce sont les récipiendaires du prix depuis 1981,
- Récipiendaires de la charte de pionnier en informatique - ce sont les personnes qui remplissent les conditions pour obtenir le prix des pionniers de l'informatique, mais qui ont déjà reçu un autre prix de la IEEE Computer Society avant 1981.

## Récipiendaires du prix de pionnier en informatique
| Année | Récipiendaire                              | Contribution significative |
| ----- | ------------------------------------------ | --- |
| 2021  | Peter J. Denning (en)                      | Pour ses contributions majeures concernant la mémoire virtuelle, l'infrastructure Internet et l'enseignement de l'informatique. |
| 2021  | Moti Yung (en)                             | Pour ses innovations en matière de confiance dans le calcul, en particulier, la co-invention de la "cryptographie malveillante" et les contributions pionnières aux "systèmes de chiffrement distribués".                                                                                        |
| 2020  | Demetri Terzopoulos                        | Pour un rôle de premier plan dans le développement de la vision par ordinateur, de l'infographie et de l'imagerie médicale grâce à une recherche pionnière qui a contribué à unifier ces domaines et a eu un impact sur les disciplines connexes au sein et au-delà de l'informatique.           |
| 2020  | Jack Dongarra                              | Pour le leadership dans le domaine des logiciels mathématiques de haute performance. |
| 2019  | Laura Haas (en)                            | Pour des innovationsdans l'architecture des bases de données fédérées et dans l'intégration de données provenant de sources multiples et hétérogènes. |
| 2019  | Jitendra Malik (en)                        | Pour un rôle de premier plan dans le développement de la vision par ordinateur grâce à la recherche pionnière, au leadership et au mentorat |
| 2018  | Barbara Liskov                             | Pour son rôle pionnier dans "l'abstraction de données, le polymorphisme et la prise en charge de la tolérance aux pannes et de l'informatique distribuée dans les langages de programmation CLU et Argus".                                                                                       |
| 2018  | Bjarne Stroustrup                          | Pour son rôle pionnier pour le C++ |
| 2018  | Larry Page                                 | Pour la création du moteur de recherche Google et son leadership dans la création de produits ambitieux et d'initiatives de recherche. |
| 2018  | Sergey Brin                                | Pour la création du moteur de recherche Google et son leadership dans la création de produits ambitieux et d'initiatives de recherche. |
| 2016  | Grady Booch                                | Pour son travail de pionnier dans la modélisation objet qui a débouché sur le langage UML. |
| 2015  | Michael J. Flynn                           | Pour plus de cinquante années de leadership, comprenant la création de TCCA et SIGARCH, des contributions fondamentales à l’arithmétique des ordinateurs, la micro-architecture et le micoprocessing, et à l’analyse quantitative des micro-architectures.                                       |
| 2014  | Linus Torvalds                             | Pour le développement pionnier du noyau Linux en utilisant l'approche open-source. |
| 2013  | Edward Feigenbaum                          | Pour le développement des principes et méthodes de base des systèmes axés sur les connaissances de base et leurs applications pratiques. |
| 2013  | Steve Furber (en)                          | Architecture ARM |
| 2012  | Cleve Moler                                | Pour l'amélioration de la qualité des logiciels mathématiques, les rendant plus accessible et pour la création de MATLAB. |
| 2011  | David Kuck (en)                            | Pour les architectures parallèles pionnières, dont le Illiac IV, le Burroughs BSP et Cedar; et pour la technologie de compilateur parallèle révolutionnaire comprenant Parafrase et KAP Tools.                                                                                                   |
| 2009  | Jean E. Sammet                             | Pour son travail de pionnière et pour l'ensemble des réalisations comme l'une des premières développeuses et les chercheuses en langages de programmation. |
| 2009  | Lynn Conway                                | Pour les contributions à l'architecture superscalaire, y compris l'ordonnancement d'instructions dynamiques à plusieurs terminaisons, et pour l'innovation et l'enseignement répandu de méthodes simplifiées de conception VLSI.                                                                 |
| 2008  | Betty Jean Jeanings Bartik                 | Programmation, notamment codirection des premières équipes de proammation de l’ENIAC ; et travail de pionnier sur le BINAC et l'UNIVAC I |
| 2008  | Edward J. McCluskey                        | Conception et synthèse des systèmes numériques sur plus de cinq décennies, y compris le premier algorithme pour la synthèse logique (la méthode de Quine-Mc Cluskey) |
| 2008  | Carl A. Petri                              | Théorie des réseaux de Petri (1962), puis calcul parallèle et distribué |
| 2006  | Mamoru Hosaka (de)                         | Informatique au Japon |
| 2006  | Arnold M. Spielberg                        | Système temps réel, data acquisition et d'enregistrement qui a contribué de manière significative à la définition de la rétroaction moderne et du processus de commande |
| 2004  | Frances E. Allen                           | Théorie et pratique de l'optimisation des compilateurs |
| 2003  | Martin Richards (en)                       | Portabilité des logiciels système via le langage de programmation BCPL largement répandu et utilisé dans le milieu universitaire et dans l'industrie pour une variété de logiciels de système de première importance                                                                             |
| 2002  | Per Brinch Hansen (en)                     | Systèmes d'exploitation et programmation concurrente, illustrée par le travail sur le système de multiprogrammation RC4000, les moniteurs, et Concurrent Pascal (en) |
| 2002  | Robert W. Bemer                            | ASCII, ensembles alternatifs à ASCII, et séquences d'échappement |
| 2001  | Vernon Schatz (de)                         | Transfert électronique d'argent (en) qui a rendu possible l'usage de l'ordinateur pour des transactions commerciales informatiques via le système bancaire |
| 2001  | William H. Bridge (de)                     | Technologie informatique des communications dans le GE DATANET-30 (en) |
| 2000  | Harold W. Lawson                           | Invention de la variable pointeur et introduction de ce concept dans PL/I |
| 2000  | Gennady Stolyarov (en)                     | Logiciel de la série d'ordinateurs Minsk et de systèmes d'information |
| 2000  | Georgy Lopato (de)                         | Spécialiste du matériel des ordinateurs de la série Minsk, des complexes de multi-ordinateurs complexes et de la famille RV d'ordinateurs mobiles pour des conditions pour des environnements hostiles                                                                                           |
| 1999  | Herbert Freeman (en)                       | SPEEDAC de la société Sperry Corporation, informatique graphique et traitement d'images. |
| 1998  | Irving John (Jack) Good                    | Informaticien avant l'heure en tant que cryptologue et statisticien pendant la Seconde Guerre mondiale au Bletchley Park, en tant que pionnier et développeur du Colossus à Bletchley Park et du Manchester Mark I universitaire, premier ordinateur au monde à programme enregistré en mémoire. |
| 1997  | Homer (Barney) Oldfield                    | Applications bancaires ERMA (en), et fabrication d'ordinateurs |
| 1997  | Francis Elizabeth (Betty) Snyder-Holberton | Générateur tri-fusion pour l'ordinateur Univac et compilation |
| 1996  | Angel Angelov                              | Technologies d'informatique en Bulgarie |
| 1996  | Richard F. Clippinger (de)                 | Conversion de l'ENIAC en ordinateur à programme enregistré, à Aberdeen Proving Ground |
| 1996  | Edgar Frank Codd                           | Modèle abstrait pour la gestion de base de données |
| 1996  | Norber Fristacky                           | Appareils numériques |
| 1996  | Victor M. Glushkov                         | Automatisation numérique de l'architecture des ordinateurs |
| 1996  | Jozef Gruska                               | Informatique théorique et activités de gestion |
| 1996  | Jiri Horejs (de)                           | Informatique et science des ordinateurs |
| 1996  | Lubomir G. Iliev (de)                      | Informatique en Bulgarie; premier ordinateur bulgare; mathématiques abstraites et logiciel |
| 1996  | Robert E. Kahn                             | Protocole TCP/IP et programme Internet |
| 1996  | László Kalmár                              | machine logique 1956 et conception de l'ordinateur MIR (en) en Hongrie |
| 1996  | Antoni Kilinski (de)                       | ordinateurs commerciaux en Pologne, et informatique à l'université |
| 1996  | László Kozma (en)                          | Machine à relais 1930, et premiers ordinateurs en Hongrie |
| 1996  | Sergey A. Lebedev (en)                     | Informatique en URSS |
| 1996  | Alexei A. Lyaponov (de)                    | Cybernétique et programmation |
| 1996  | Romuald W. Marczynski (de)                 | Informatique en Pologne et architecture d'ordinateurs |
| 1996  | Grigore C. Moisil                          | Logique floue et circuits de commutation |
| 1996  | Ivan Plander (de)                          | Technologie du matériel en Slovaquie et ordinateur de contrôle |
| 1996  | Arnold Reitsakas (de)                      | Premier informaticien en Estonie |
| 1996  | Antonin Svoboda                            | Recherche informatique en Tchécoslovaquie, ordinateurs SAPO (en) et EPOS |
| 1995  | Gerald Estrin                              | Premiers ordinateurs |
| 1995  | David Evans (en)                           | Infographie |
| 1995  | Butler Lampson                             | Ordinateur personnel |
| 1995  | Marvin Minsky                              | Intelligence artificielle |
| 1995  | Kenneth Olsen                              | Mini-ordinateur |
| 1994  | Gerrit A. Blaauw (en)                      | IBM séries IBM 360 et 370 |
| 1994  | Harlan B. Mills (en)                       | Programmation structurée |
| 1994  | Dennis M. Ritchie                          | Unix |
| 1994  | Ken L. Thompson                            | Unix |
| 1993  | Erich Bloch                                | Calcul haute vitesse |
| 1993  | Jack S. Kilby                              | Co-inventeur des circuits intégrés |
| 1993  | Willis H. Ware (en)                        | Conception des ordinateurs IAS et JOHNNIAC |
| 1992  | Stephen W. Dunwell (en)                    | Project stretch |
| 1992  | Douglas C. Engelbart                       | Interaction homme-machine |
| 1991  | Bob O. Evans (en)                          | Ordinateurs compatibles |
| 1991  | Robert W. Floyd                            | Compilateurs |
| 1991  | Thomas E. Kurtz                            | BASIC |
| 1990  | Werner Buchholz (en)                       | Architecture des ordinateurs |
| 1990  | C.A.R. Hoare                               | Définition des langages de programmation |
| 1989  | John Cocke                                 | Concepts de pipeline et RISC concepts |
| 1989  | James A. Weidenhammer (de)                 | Mécanismes d'entrées-sorties rapides |
| 1989  | Ralph Lee Palmer (en)                      | Ordinateur IBM 604 |
| 1989  | Mina S. Rees                               | Recherche et développement des ordinateurs de l'Office of Naval Research depuis 1946 |
| 1989  | Marshall C. Yovits (de)                    | Recherche et développement des ordinateurs de l'Office of Naval Research depuis 1946 |
| 1989  | F. Joachim Weyl (en)                       | Recherche et développement des ordinateurs de l'Office of Naval Research depuis 1946 |
| 1989  | Gordon D. Goldstein (de)                   | Recherche et développement des ordinateurs de l'Office of Naval Research depuis 1946 |
| 1988  | Friedrich L. Bauer                         | Concept de pile |
| 1988  | Marcian E. Hoff, Jr.                       | microprocesseur sur une puce |
| 1987  | Robert E. Everett (en)                     | Whirlwind |
| 1987  | Reynold B. Johnson                         | IBM RAMAC 305 |
| 1987  | Arthur L. Samuel                           | Traitement non numérique adaptatif |
| 1987  | Niklaus E. Wirth                           | Pascal |
| 1986  | Cuthbert C. Hurd (en)                      | Cacul |
| 1986  | Peter Naur                                 | Développement de langages de programmation |
| 1986  | James H. Pomerene (en)                     | IAS (en) et Harvest (en) |
| 1986  | Adriann van Wijngaarden                    | Algol 68 |
| 1985  | John G. Kemeny                             | BASIC |
| 1985  | John McCarthy                              | Lisp et Intelligence artificielle |
| 1985  | Alan Perlis                                | Traduction de langages de programmation |
| 1985  | Ivan Sutherland                            | Graphics SKETCHPAD |
| 1985  | David J. Wheeler                           | Programmation assembleur |
| 1985  | Heinz Zemanek                              | Ordinateur et langage de programmation pour Mailüfterl (en) |
| 1984  | John Vincent Atanasoff                     | Ordinateur électronique avec mémoire séquentielle |
| 1984  | Jerrier A. Haddad (en)                     | IBM 701 |
| 1984  | Nicholas C. Metropolis                     | Résolution de problèmes d'énergie nucléaire sur ENIAC |
| 1984  | Nathaniel Rochester                        | Architecture des machines IBM 702 |
| 1984  | Willem L. van der Poel (en)                | Ordinateur ZEBRA |
| 1982  | Harry D. Huskey                            | Ordinateur parallèle SWAC |
| 1982  | Arthur Burks (en)                          | Conception de la logique d'ordinateurs |
| 1981  | Jeffrey Chuan Chu (en)                     | Conception de la logique d'ordinateurs |

## Récipiendaires de la charte de pionnier en informatique
Les récipiendaires sont :
| Récipiendaire            | Contribution significative                            |
| ------------------------ | ----------------------------------------------------- |
| Howard Aiken             | architecture d'ordinateurs à grande échelle           |
| Samuel N. Alexander (de) | SEAC                                                  |
| Gene Amdahl              | architecture d'ordinateurs à grande échelle           |
| John W. Backus           | Fortran                                               |
| Robert S. Barton (en)    | architecture dirigée par le langage                   |
| Gordon Bell              | Conception d'ordinateurs                              |
| Frederick P. Brooks      | Système 360 chez IBM                                  |
| Wesley A. Clark          | Premier ordinateur personnel (PC)                     |
| Fernando Corbató         | Temps partagé                                         |
| Seymour Cray             | superordinateur                                       |
| Edsger W. Dijkstra       | Contrôle de multiprogrammation                        |
| J. Presper Eckert        | ENIAC, le premier ordinateur entièrement électronique |
| Jay W. Forrester         | Première mémoire en Random Access Memory              |
| Herman H. Goldstine (en) | Contributions aux premiers ordinateurs                |
| Richard W. Hamming       | Codes correcteurs                                     |
| Jean Hoerni              | Fabrication de semi-conducteurs                       |
| Grace Murray Hopper      | Début de la programmation (compilateurs)              |
| Alston Scott Householder | méthodes numériques                                   |
| David A. Huffman         | Conception de circuits séquentiels                    |
| Kenneth Iverson          | Langage de programmation APL                          |
| Tom Kilburn              | Conception d'ordinateurs à mémoire virtuelle paginée  |
| Donald E. Knuth          | Algorithmique                                         |
| Herman Lukoff (en)       | Premiers circuits électroniques                       |
| John W. Mauchly          | ENIAC                                                 |
| Gordon E. Moore          | Circuits intégrés                                     |
| Allen Newell             | Intelligence artificielle                             |
| Robert N. Noyce          | Circuits intégrés                                     |
| Lawrence G. Roberts      | Commutation par paquets                               |
| George R. Stibitz (en)   | Premiers calculs à distance                           |
| Shmuel Winograd          | Efficacité des algorithmes                            |
| Maurice Wilkes           | microprogrammation                                    |
| Konrad Zuse              | Premier ordinateur à contrôleur de processus          |